# Rotationswärmeübertrager

Rotationswärmeübertrager, schematisch. Blaue und rote Pfeile symbolisieren kalte und warme Luftströme. Oben: Rot – Abluft, Lila – Fortluft. Unten: Lila – Zuluft, Blau – Frischluft

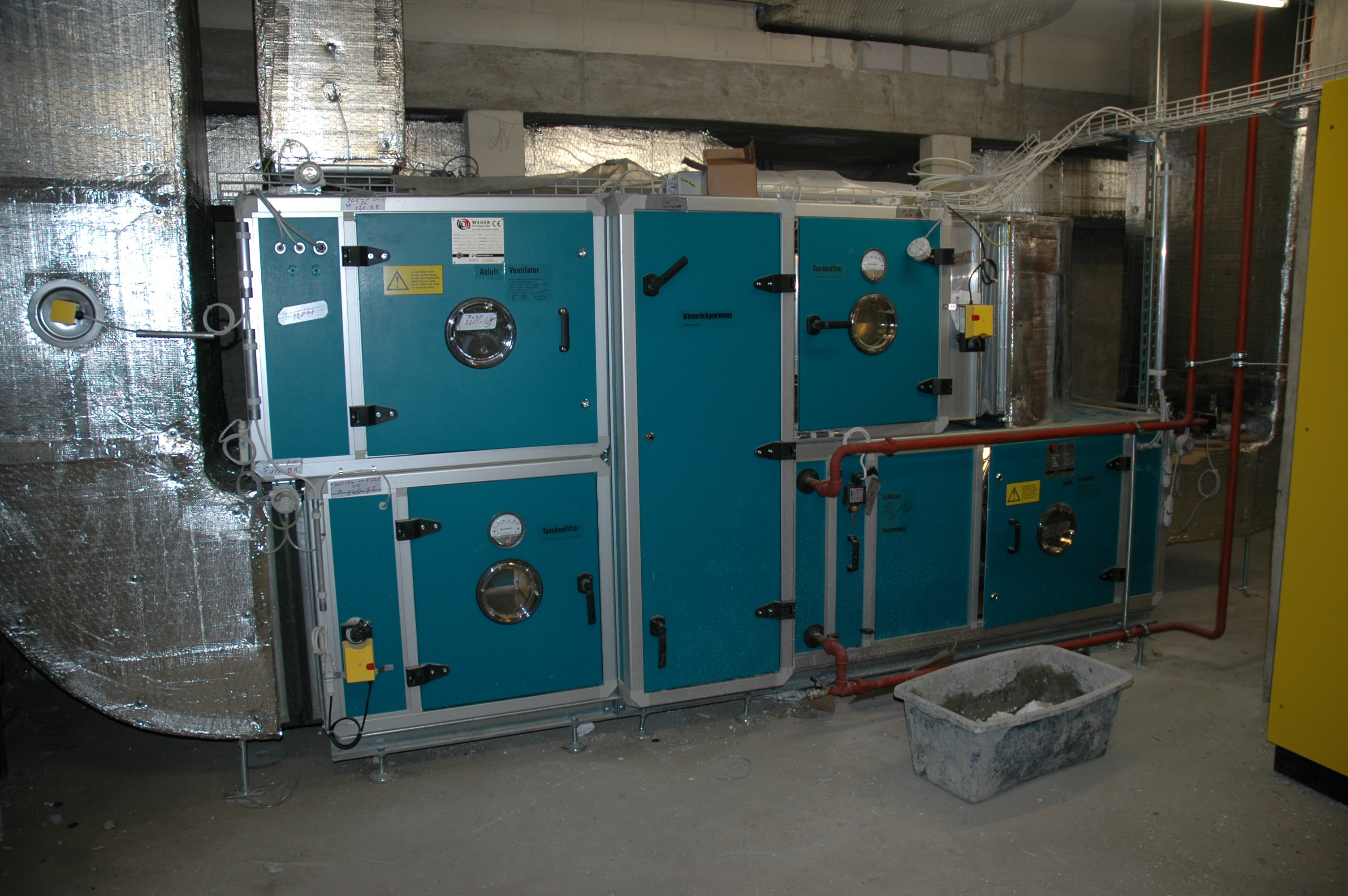
Modulare Lüftungsanlage mit Wärmerückgewinnung. Die Abluft strömt oben von rechts nach links, unten verläuft die Frischluft von links nach rechts. Im hohen Block in der Mitte befindet sich der Rotor.

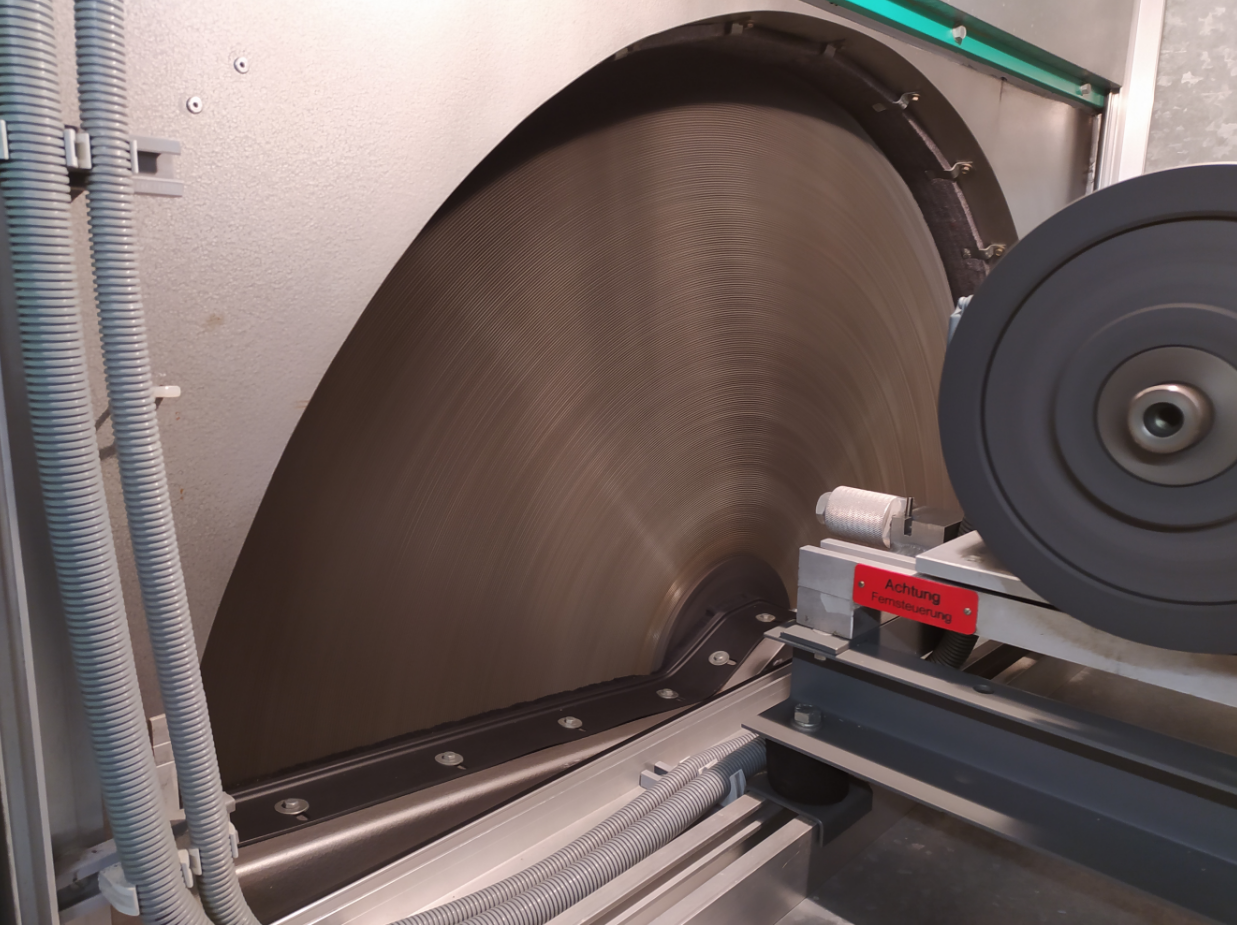
Die Luft strömt durch die Lamellen des runden Rotationswärmeübertragers. Rechts ist eine Riemenscheibe des Antriebes des Ventilators zu sehen.

Ein Rotationswärmeübertrager (auch Rotationswärmetauscher, Wärmerad, Luftvorwärmer oder LUVO genannt) ist ein Wärmeübertrager, welcher die Wärmerückgewinnung von einem Luftstrom auf einen anderen ermöglicht. Eine rotierende Speichermasse wird abwechselnd vom einen Luftstrom aufgewärmt und vom anderen abgekühlt.
Rotationswärmeübertrager zur Nutzung von Abwärme aus der Prozessluft von industriellen Verfahren werden auch Luftvorwärmer genannt.

## Funktionsbeschreibung
Der Rotor besteht aus zahlreichen zur Rotationsachse parallelen Kanälen. Genutzt wird das Wärmespeichervermögen der Kanalwandungen. Durch eine Hälfte des Rotors wird die warme Abluft geblasen, die Kanalwandungen wärmen sich auf. Dreht sich der Rotor weiter, erreichen die aufgewärmten Kanäle den Bereich, wo sie kalte Außenluft durchströmt; diese wärmt sich an den warmen Kanälen auf, wodurch sich die Kanalwandungen abkühlen. Wenn die beiden Luftströme in Gegenrichtung angeordnet sind, hat der Rotor eine kalte und eine warme Seite und entspricht einem Gegenstrom-Wärmeübertrager.
Bei der einfachsten Anordnung, die im Bild dargestellt ist, sind die Kanäle noch mit warmer Abluft gefüllt, wenn sich der Rotor weiterdreht und den Bereich der entgegengesetzten Luftströmung erreicht. Die Mitrotation der Luft erzeugt unabhängig vom Druckgefälle immer einen geringen Umluftanteil, durch welchen sich die Abluft mit der Zuluft vermischt. Ebenso erfolgt ein Übergang einer gewissen Abluftmenge in die Zuluft durch Leckagen am Rotor, die durch das Druckgefälle zwischen den Luftströmen angetrieben werden. Aufgrund dieser unerwünschten Luftströme müssen die Ventilatoren für Zu- und Abluft eine etwas höhere Leistung erbringen als für den eigentlichen Luftwechsel erforderlich.
Der Umluftanteil kann verringert werden, indem in einem kleinen Bereich (Kreissektor) die Zuluft von außen nicht ins Gebäudeinnere weitergeleitet wird, sondern in einer sogenannten Spülkammer umgelenkt wird und in Gegenrichtung durch den Rotor in den Fortluftkanal geblasen wird. Dies erfordert zwingend ein Druckgefälle zwischen Frisch- und Fortluft. Die Spülkammer macht eine weitere Erhöhung der Ventilatorenleistung erforderlich. Beide Maßnahmen verringern die Effizienz, da die Ventilatoren etwa 3–10 % mehr Leistung erbringen müssen.

## Aufbau in der Lüftungs- und Klimatechnik
Zur Frischluftumwälzung in Gebäuden wird der Rotor meist aus Folien mit hinreichender Wärmekapazität gefertigt. Wie Wellpappe werden eine glatte und eine gewellte Lage der Folie gemeinsam aufgewickelt, bis der gewünschte Außendurchmesser erreicht ist. Der Luftstrom kann durch die feinen Kanäle zwischen den Wellen hindurchtreten. Typische Foliendicken liegen zwischen 0,05 und 0,12 mm. Die Kanäle haben in der Regel eine Weite von 1,4 mm bis 2,5 mm und sind ebenso lang, wie der Rotor dick ist, meist 200 mm. Da es im Wärmeübertrager zur Kondensation kommen kann, muss das Material korrosionsbeständig sein. Häufig wird Aluminiumfolie oder Edelstahlfolie verwendet. Für die kontrollierte Wohnraumlüftung wird im häuslichen Bereich auch Kunststofffolie (etwa PET) verwendet. Bei ungenügender Reinigung kann letztere ebenso wie Asbest oder glasfasergestützes Vlies gesundheitliche Risiken durch Fouling mit sich bringen.
Rotationswärmeübertrager werden mit Rotordurchmessern von ca. 40 cm bis über 6 m gefertigt und laufen je nach Größe mit Umdrehungsgeschwindigkeiten von etwa 3 bis zu 25 Umdrehungen pro Minute. Der Antrieb erfolgt meist durch einen Drehstrommotor (Asynchronmotor) über ein Riemengetriebe. Die Motorleistung des Antriebes liegt etwa bei 30 W pro m³/s Luftmenge.

## Luftvorwärmer (LUVO) in der Kraftwerktechnik

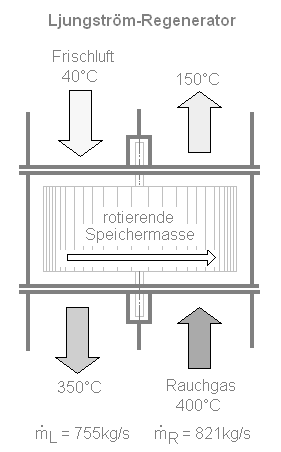
Temperaturen und Massenströme einer Feuerungsanlage an einem 750-MW -Block

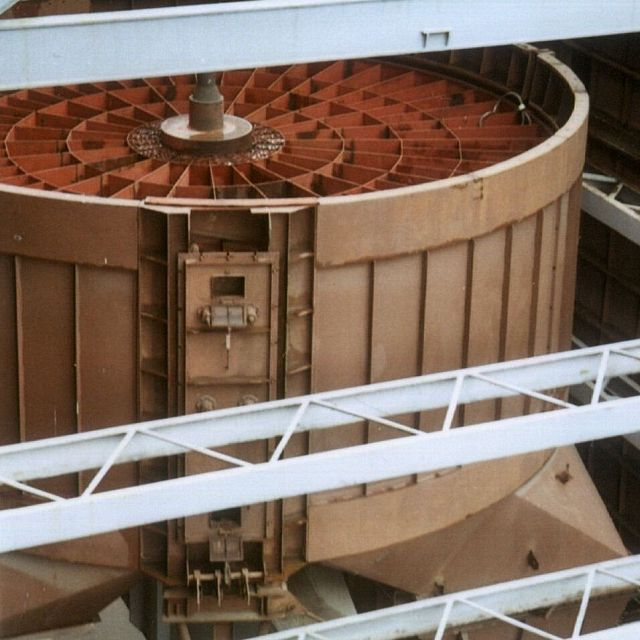
Ljungström-Regenerator

Der Luftvorwärmer wird durch das Rauchgas des Kessels aufgeheizt und dient der Vorwärmung der Verbrennungsluft. Der LUVO ist meist die letzte Heizfläche im Rauchgasstrom vor dem Rauchgasabzug bzw. Schornstein.
Er entzieht dem Rauchgas Wärme und erwärmt die über Ventilatoren angesaugte Frischluft. Dieser übertragene Wärme-Anteil muss nicht mehr vom Brennstoff bereitgestellt werden, weshalb die Heizflächen kleiner dimensioniert werden können. Aus diesem Grund werden Luftvorwärmer bis zur maximal möglichen Grenze der Verfahrenstechnik ausgelegt, welche durch den Taupunkt des Rauchgases bestimmt wird. Die erhitzte Verbrennungsluft sorgt zudem für eine bessere Zündwilligkeit des Brennstoff-Luftgemisches. Da der LUVO dem Rauchgas Wärme entzieht, wird dieses abgekühlt und verlässt mit einer geringeren Temperatur den Schornstein. Der Abgasverlust des Kessels wird verringert, und der Kesselwirkungsgrad steigt in demselben Maße.
Luftvorwärmer sind  vor allen anderen Bauteilen des Kessels besonders korrosionsanfällig, weil sie sich am kalten Ende der Rauchgasstrecke befinden und die niedere  Frischlufttemperatur die Nähe zur Taupunkttemperatur des Rauchgases begünstigt. Daher werden die Blechpakete, die die Speichermasse des LUVO bilden, aus korrosionsbeständigen Werkstoffen ausgeführt oder emailliert. Oft wird dem LUVO ein dampfführender Rekuperator vorgeschaltet, um eine Unterschreitung der Taupunkttemperatur mit Sicherheit auszuschließen.
Bei großen Leistungen wird meist der Ljungström-Regenerator verwendet, welcher von der Bauart her ein Kreuz-Gegenströmer ist. Dessen langsam rotierende Speichermasse besteht aus dicht gepackten und gefalteten Stahlblechpaketen, welche entsprechend der Drehung abwechselnd die Rauchgaswärme aufnehmen beziehungsweise abgeben.
Beim seltener eingesetzten Rothemühle-Regenerator (die namensgebende Firma ist heute Teil von Balcke-Dürr) ist die Speichermasse statisch, während die Lufthauben auf der Ober- und Unterseite rotieren und den Vorwärmer somit abwechselnd durchströmen.
Bei kleinen Leistungen werden Luftvorwärmer in Plattenbauweise oder als Stahlrohrbündel eingesetzt (rekuperative Wärmeübertrager).

## Förderenergien
Der Betrieb eines Rotationswärmeübertragers erfordert neben der Antriebsenergie des Rotormotors auch zusätzliche Förderenergie für die durchströmende Luftmenge. Diese kann so aufgeteilt werden:
- Überwindung der durch den Rotor hervorgerufenen Druckverluste
- Ausgleich der Luftfördermenge durch Mitrotation auf Warm- und Kaltseite.
- Gegebenenfalls Ausgleich der durch die Spülung verlorengehende Luftfördermenge und Druckverlust im Rotorrad sowie in Frisch- und Fortluftkanal.
- Ausgleich der Luftfördermenge und Druckverlust durch Leckage.
- Gegebenenfalls Überwindung des Druckverlustes der Drosselklappe zur Gewährleistung eines erforderlichen Überdrucks
- Ausgleich der Druckverluste aufgrund der Verlängerung der Fort- und Frischluftkanäle, welche zur Zusammenführung der Luftströme am Wärmetauscher erforderlich ist.

Eine genaue Erfassung wird dadurch erschwert, dass sich durch den variierenden Druckunterschied zwischen Frisch- und Fortluftkanal, sowie die Schleifringdichtungen komplexe Strömungsverhältnisse ergeben.
Überschlägig werden zur Berechnung folgende Zuschläge auf den Druckverlust des Rotorrads angenommen, um die zusätzlich erforderliche Förderenergie zu ermitteln:
- Rotationswärmeübertrager mit Mitrotation : 120–180 %
- Rotationswärmeübertrager mit Spülung     : 200–280 %

Beispiel: Druckverlust eines Rotationswärmeübertrager mit Mitrotation = 140 Pa, Zuschlag = ~210 Pa. Summe Druckverluste = 140 Pa + 140 Pa + 210 Pa = 490 Pa.

## Leckagen
Generell wird bei Wärmeübertragern zwischen Außen- und Innenleckage unterschieden. Unter Außenleckage versteht man einen ungewollten Luftaustausch über die äußere Gehäusewand. Folgende Innenleckagen zwischen den Luftströmen entstehen innerhalb des Gehäuses:
- Mitrotation tritt an zwei Stellen – einmal auf der Warmseite und einmal auf der Kaltseite – ungeachtet des vorherrschenden Druckgefälles auf und bedingt zwangsläufig einen ungewollten Umluftanteil. Mitrotation erfordert erhöhte Luftvolumenströme auf der Kalt- und Warmseite.

- Spülluft ist eine optionale Zusatzmaßnahme und verhindert die Mitrotation auf der Warmseite (Die Mitrotation auf der Kaltseite wird üblicherweise nicht unterbunden). Zum Ausgleich der Spülluft werden erhöhte Luftströme auf beiden Seiten des Rotorrades benötigt.

- Leckagen an der Abdichtung des Rotors zum Gehäuse treten abhängig vom örtlichen Druckgefälle auf. Die Druckgefälle sind auf der Warm- und Kaltseite unterschiedlich und unterscheiden sich um das Doppelte des Rotorraddruckverlustes (~300 Pa). Die Herstellerangabe zur Leckage (Abluft zur Zuluft) bezieht sich gewöhnlich auf 0–20 Pa Druckgefälle (Zuluft zur Abluft) auf der Warmseite und beträgt gemäß DIN maximal 3 % des Zuluftvolumenstroms. Dass die Leckage von der Abluft zur Zuluft trotz entgegengesetztem Druckgefälle auftritt, liegt an der mitgemessenen Mitrotation. Anders ist dies bei der Leckage auf der Kaltseite: Sie kann wegen des dortigen erhöhten Druckgefälles mit dem ~5-fachen der Leckage auf der Warmseite abgeschätzt werden. Maßgeblich für die Höhe der Leckage ist das tatsächliche Druckgefälle. Dies unterscheidet sich in der Regel erheblich von der obigen Prüfbedingung 0–20 Pa. Zum Ausgleich der Leckagen sind erhöhte Luftvolumenströme auf der Warm- und Kaltseite erforderlich.

## Feuchteübertragung
Je nach Anwendungsfall und Betriebssituation (Kühlen bzw. Heizen der Nutzluft und Temperatur-Paarung) kommt es zu unterschiedlich ausgeprägter Übertragung von Wasserdampf von einem auf den anderen Luftstrom. Poröses Speichermaterial lässt neben der Kondensation auch Sorption zu. Auch aufgerautes Aluminium ermöglicht eine gewisse Sorption in Kapillarspalten. Spezielle aufnahmefähige Beschichtungen ermöglichen demgegenüber einen deutlich stärkeren Feuchtigkeitsaustausch.

## Anwendungen
Rotationswärmeübertrager werden in der Lüftungs- und Klimatechnik in ventilierten Gebäuden sowie im Offshore-Bereich (z. B. Kreuzfahrtschiffe) eingesetzt. Auch in der Prozesslufttechnik, sowohl im Heißluftbereich bis 650 °C als auch in Trockenöfen von Lackierereien finden sie in steigendem Maße Anwendung.
In gemäßigten Breiten steht die Erwärmung der Zuluft in der kalten Jahreszeit im Vordergrund; bei hohen Außentemperaturen kann der Wärmeübertrager die angesaugte Außenluft abkühlen, indem die Fortluft erwärmt wird. Allerdings ist die im Winter erwünschte Feuchteübertragung im Sommer oftmals unerwünscht.
Vorteile:
- Bei Kondensation kann durch Gegenstromverfahren ein einseitiger Temperaturwirkungsgrad bis 80 % erreicht werden. Eine weitere Energieeinsparung ergibt sich durch geringere Leistungserfordernis am Lufterhitzer oder Luftkühler.
- Niedrige Amortisationszeiten (zwischen 1 und 5 Jahren)
- Je nach Baugröße für sehr hohe Luftmengen bis zu 180.000 m³/h geeignet.
- Selbstreinigungseffekt gegenüber grober (z. B. Fliegen, Blätter) oder trockener Verschmutzung (z. B. Stäube) durch ständigen Wechsel der Luftrichtung zwischen Zuluft und Abluft. Verunreinigungen in der Frischluft werden mit der Fortluft ausgeblasen, ebenso zwischen Ab- und Zuluft.
- Geringe Bautiefe (100–250 mm)
- Die Zulufttemperatur lässt sich durch die Reduzierung der Drehzahl absenken (bzw. im Sommer erhöhen). Dies reduziert jedoch den Wirkungsgrad der Wärmerückgewinnung.
- Neben der Wärme lässt sich Luftfeuchtigkeit zurückgewinnen (mit wasserabsorbierender Beschichtung des Wärmeübertragers) und der Energiebedarf für die Luftbefeuchtung im Winter reduzieren.
- Meist ist keine Ableitung des Kondenswassers nötig, da auch ohne wasserabsorbierende Beschichtung des Wärmeübertragers eventuell auftretendes Kondenswasser von der Zuluft aufgenommen wird. Nur bei extrem feuchter Abluft, wie sie bei einem Schwimmbad auftritt, oder bei bereits weitgehend gesättigter Zuluft kann Kondenswasser anfallen.

Nachteile:
- Durch mechanisch bewegte Teile störanfälliger als z. B. Plattenwärmeübertrager.
- Zusammenführung von Außen- und Fortluftkanälen erfordert einen erhöhten Investitionsaufwand und erhöht den Energieverbrauch der Ventilatoren.
- Kein Schutz vor Rauch und Brandüberschlag.
- Umluftanteile durch Mitrotation
- Leckage durch Schleifdichtungen
- Umluftanteile und ggf. Leckage schönen Rückwärmzahl bzw. Wirkungsgrad
- Keine vollständige Trennung von Zuluft und Abluft. Reste der Luftverschmutzung in der Abluft können durch den Wärmeübertrager in verdünnter Form wieder in die Zuluft gelangen. Das ist bei gesundheitsschädlichen Abgasen oder starken Gerüchen in der Abluft problematisch. Mit einer Spülkammer kann bei richtiger Ventilatoranordnung die Vermischung der Luftströme stark reduziert werden.
- Hygienische Probleme, da durch die rotierende Speichermasse Pilze, Bakterien oder Viren aus der Abluft mit der Zuluft in Kontakt gebracht werden. Für Krankenhäuser sind für bestimmte Bereiche einige Sonderbauformen zugelassen, jedoch sollte hier der Einsatz von Rotationswärmeübertragern im Einzelfall geprüft werden. Zwar kommen auch keimhemmende Oberflächenbeschichtungen zum Einsatz, die dann allerdings die Gefahr der Bildung von multiresistenten Keimen in sich bergen.
- Dichtungsabrieb in der Zuluft
- Vereisung der (Quer)Dichtungen bei Kondensation im Winter
- Druckgefälle zwischen Außen- und Fortluft bei Einsatz von Spülkammern erforderlich. Bei zu großem Druckgefälle sind sehr große Spül- und Leckluftmengen bis hin zu Gehäuseverformungen mit Beeinträchtigung des Betriebes möglich.
- Strommehrverbrauch durch erhöhte Luftmenge für Mitrotation, Spülung und Leckagen.
- Die Baugröße (Raddurchmesser) ist deutlich größer als der Leitungsquerschnitt.
- Die Lebensdauer beträgt oft nur 10–15 Jahre.